# Hotell Transylvanien
Hotell Transylvanien (engelska: Hotel Transylvania) är en amerikansk animerad 3D-film ifrån 2012 i regi av Genndy Tartakovsky, med Adam Sandler, Andy Samberg, Selena Gomez, Kevin James, Steve Buscemi och Cee Lo Green i rollerna.

## Handling
Greve Dracula har för länge sedan byggt Hotell Transylvanien, ett femstjärnigt lyxhotell där monster och deras familjer kan leva loppan och dit inga människor har tillträde. Hotellet är framför allt byggt för att skydda Draculas älskade dotter Mavis från människorna. En speciell helg har Dracula bjudit in alla sina bästa vänner - Frankenstein och hans fru, Mumien Murray, Den osynlige mannen Griffin, Varulven Wayne och hans familj och många fler - för att fira Mavis 118:e födelsedag. Men helt plötsligt råkar människopojken Jonathan Loughran klampa in på hotellet och han blir genast förtjust i Mavis, och det verkar som att Mavis har samma känslor för Jonathan. Då förvandlas Dracula från otäck vampyr till överbeskyddande pappa.

## Rollista
| Adam Sandler   | – Dracula                      |
| Andy Samberg   | – Jonathan "Johnny" Loughran   |
| Selena Gomez   | – Mavis                        |
| Kevin James    | – Frankenstein                 |
| Fran Drescher  | – Eunice                       |
| Steve Buscemi  | – Varulven Wayne               |
| Molly Shannon  | – Wanda                        |
| David Spade    | – Griffin, Den osynlige mannen |
| Cee Lo Green   | – Mumien Murray                |
| Jon Lovitz     | – Quasimodo                    |
| Brian George   | – Rustning                     |
| Jim Wise       | – Förkrympt huvud              |
| Chris Parnell  | – Fluga                        |
| Jackie Sandler | – Martha                       |

## Svenska röster
| Kim Sulocki               | – Dracula                      |
| Jesper Adefelt            | – Jonathan "Johnny" Loughran   |
| Mikaela Ardai Jennefors   | – Mavis                        |
| Gunnar Ernblad            | – Frankenstein                 |
| Sharon Dyall              | – Eunice                       |
| Ole Ornered               | – Varulven Wayne               |
| Charlotte Ardai Jennefors | – Wanda                        |
| Joakim Jennefors          | – Griffin, Den osynlige mannen |
| Göran Gillinger           | – Mumien Murray                |
| Fredrik Hiller            | – Quasimodo                    |
| Göran Gillinger           | – Rustning                     |
| Suzanna Dilber            | – Förkrympt huvud              |